# Саут-Ньютон Тауншип (округ Камберленд, Пенсільванія)
Саут-Ньютон Тауншип (англ. South Newton Township) — селище (англ. township) в США, в окрузі Камберленд штату Пенсільванія. Населення — 1371 особа (2020).

## Демографія
Згідно з переписом 2010 року, у селищі мешкали 1383 особи в 486 домогосподарствах у складі 366 родин. Було 515 помешкань
Расовий склад населення:
| - 97,5 % — білих - 0,8 % — чорних або афроамериканців - 0,2 % — корінних американців - 0,1 % — азіатів |

До двох чи більше рас належало 1,2 %. Частка іспаномовних становила 0,9 % від усіх жителів.
За віковим діапазоном населення розподілялося таким чином: 26,1 % — особи молодші 18 років, 61,5 % — особи у віці 18—64 років, 12,4 % — особи у віці 65 років та старші. Медіана віку мешканця становила 38,8 року. На 100 осіб жіночої статі у селищі припадало 101,9 чоловіків;  на 100 жінок у віці від 18 років та старших — 100,0 чоловіків також старших 18 років.
Середній дохід на одне домашнє господарство  становив 71 910 доларів США (медіана — 71 823), а середній дохід на одну сім'ю — 81 535 доларів (медіана — 80 313). За межею бідності перебувало 8,6 % осіб, у тому числі 18,0 % дітей у віці до 18 років та 9,8 % осіб у віці 65 років та старших.
Цивільне працевлаштоване населення становило 752 особи. Основні галузі зайнятості: освіта, охорона здоров'я та соціальна допомога — 20,7 %, виробництво — 14,4 %, роздрібна торгівля — 12,2 %, транспорт — 10,9 %.